# Ледена епоха (поредица)
„Ледена епоха“ е компютърно-анимационна поредица, създадена от Blue Sky Studios и разпространявана 20th Century Fox. Режисьори на филмите са Крис Уедж, Карлос Салдана, Карън Дишър, Стив Мартино и Майк Търмейър.

## Герои и участие
| Герой         | Филм | Кратки филми                  | Озвучен от       | Озвучен на български от |
| ------------- | --- | ----------------------------- | ---------------- | ----------------------- |
| Мани          | Ледена епоха Ледена епоха 2: Разтопяването Ледена епоха 3: Зората на динозаврите Ледена епоха 4: Континентален дрейф Ледена епоха 5: Големият сблъсък | Ледена епоха: Мамутска Коледа | Рей Романо       | Георги Тодоров          |
| Сид           | Ледена епоха Ледена епоха 2: Разтопяването Ледена епоха 3: Зората на динозаврите Ледена епоха 4: Континентален дрейф Ледена епоха 5: Големият сблъсък | Ледена епоха: Мамутска Коледа | Джон Легуизамо   | Христо Мутафчиев        |
| Диего         | Ледена епоха Ледена епоха 2: Разтопяването Ледена епоха 3: Зората на динозаврите Ледена епоха 4: Континентален дрейф Ледена епоха 5: Големият сблъсък | Ледена епоха: Мамутска Коледа | Денис Лиъри      | Николай Урумов          |
| Ели           | Ледена епоха 2: Разтопяването Ледена епоха 3: Зората на динозаврите Ледена епоха 4: Континентален дрейф Ледена епоха 5: Големият сблъсък              | Ледена епоха: Мамутска Коледа | Куийн Латифа     | Койна Русева            |
| Краш          | Ледена епоха 2: Разтопяването Ледена епоха 3: Зората на динозаврите Ледена епоха 4: Континентален дрейф Ледена епоха 5: Големият сблъсък              | Ледена епоха: Мамутска Коледа | Шон Уилям Скот   | Деян Ангелов            |
| Еди           | Ледена епоха 2: Разтопяването Ледена епоха 3: Зората на динозаврите Ледена епоха 4: Континентален дрейф Ледена епоха 5: Големият сблъсък              | Ледена епоха: Мамутска Коледа | Джош Пек         | Дарин Ангелов           |
| Скрат         | Ледена епоха Ледена епоха 2: Разтопяването Ледена епоха 3: Зората на динозаврите Ледена епоха 4: Континентален дрейф Ледена епоха 5: Големият сблъсък | Ледена епоха: Мамутска Коледа | Крис Уедж        |                         |
| Бабата на Сид | Ледена епоха 4: Континентален дрейф Ледена епоха 5: Големият сблъсък                                                                                  | Уанда Сайкс                   | Василка Сугарева |                         |
| Бързия Тони   | Ледена епоха 2: Разтопяването | Споменава се                  | Джей Лено        | Христо Чешмеджиев       |
| Бък           | Ледена епоха 3: Зората на динозаврите Ледена епоха 5: Големият сблъсък                                                                                | Споменава се                  | Саймън Пег       | Георги Стоянов          |
| Капитан Гът   | Ледена епоха 4: Континентален дрейф | Споменава се                  | Питър Динклидж   | Мариан Маринов          |
| Шира          | Ледена епоха 4: Континентален дрейф Ледена епоха 5: Големият сблъсък                                                                                  | Споменава се                  | Дженифър Лопес   | Яна Огнянова            |

## Ледена епоха(2002)
„Ледена епоха“ (на английски: Ice Age) е анимационен филм от САЩ създаден от студио Blue Sky Studios и разпространен от 20th Century Fox. Режисиран е от Крис Уедж по сюжет на Майкъл Уилсън.

## Ледена епоха 2: Разтопяването(2006)
„Ледена епоха 2: Разтопяването“ (на английски: Ice Age 2: The Meltdown) е втора част от поредицата „Ледена епоха“.

## Ледена епоха 3: Зората на динозаврите(2009)
„Ледена епоха 3: Зората на динозаврите“ (на английски: Ice age 3: Dawn of the Dinosaurs) е трета част от поредицата „Ледена епоха“, 3-D компютърна анимация, създадена от Blue Sky Studios и разпространявана от 20th Century Fox. Въпреки противоречивите оценки на критиката, „Ледена епоха 3: Зората на динозаврите“ има комерисален успех.

## Ледена епоха 4: Континентален дрейф(2012)
„Ледена епоха 4: Континентален дрейф“ (на английски: Ice Age: Continental Drift) е американски компютърно филм, чиято премиера е на 13 юли 2012 г. в България, както в обикновен така и в 3D формат.

## Ледена епоха: Големият сблъсък(2016)
„Ледена епоха: Големият сблъсък“ (на английски: Ice Age: Collision Course) е петата част от поредицата „Ледена епоха“, 3-D компютърна анимация, създадена от Blue Sky Studios и разпространявана от 20th Century Fox, чиято премиера е на 22 юли 2016 г. в България.

## Съпътстващи дейности

### Ледена епоха: Мамутска Коледа(2011)
„Ледена епоха: Мамутска Коледа“ (на английски: Ice Age: A Mammoth Christmas) е специален компютърен-анимационен филм, излъчван от Fox Broadcasting Company през 24 ноември 2011 г.

### Ледена епоха: Търсенето на яйцето(2016)
„Ледена епоха: Търсенето на яйцето“ (на английски: Ice Age: The Great Egg-Scapade) е специален компютърен-анимационен филм, излъчван от Fox Broadcasting Company през 20 март 2016 г., в България не е излъчван. Започнала е да се издава на DVD от 7 март 2017 г.